# 安宁路站
安宁路站是郑州地铁6号线的地铁车站，位于中华人民共和国河南省郑州市二七区马寨镇明晖路与安宁路交叉口北侧，于2022年9月30日随6号线一期西段的开通而启用。

## 车站结构
安宁路站的主体结构位于明晖路地下，呈南北向布置。因地形原因，该站埋深较浅，站厅和站台均位于B1层，B2层为连接两侧站厅付费区的过轨通道。
| 1F  | 地面     | 所有出入口                                       |
| B1F | 东站厅   | 客服中心、自动售票机、行李检查、闸机、车站控制室 |
| B1F | 侧式站台 | 与东站厅付费区一体                               |
| B1F | █ 6号线  | 往清华附中方向 （马寨）                          |
| B1F | █ 6号线  | 往贾峪方向 （洞林寺）                            |
| B1F | 侧式站台 | 与西站厅付费区一体                               |
| B1F | 西站厅   | 客服中心、自动售票机、行李检查、闸机             |
| B2F | 过轨通道 | 连接两侧付费区                                   |

### 站厅
安宁路站设有两座站厅，均位于B1层，中间被站台和轨道分隔开。两座站厅内各设有客服中心、自动售票机、安全检查等设施，由闸机和栏杆分隔为付费区和非付费区，付费区直接与相应的站台连通，并通过B2层的过轨通道连接另一侧站厅的付费区，两座站厅的非付费区则并未在站内连通。在东侧站厅近A口通道处和西侧站厅近B口通道处分别设有卫生间和母婴室。

### 站台
安宁路站设两座侧式站台，均呈南北向布置，安装有高站台门。西侧的站台由6号线下行（贾峪方向）列车使用，东侧的站台由6号线上行（清华附中方向）列车使用。来往两个站台可经由B2层的过轨通道。

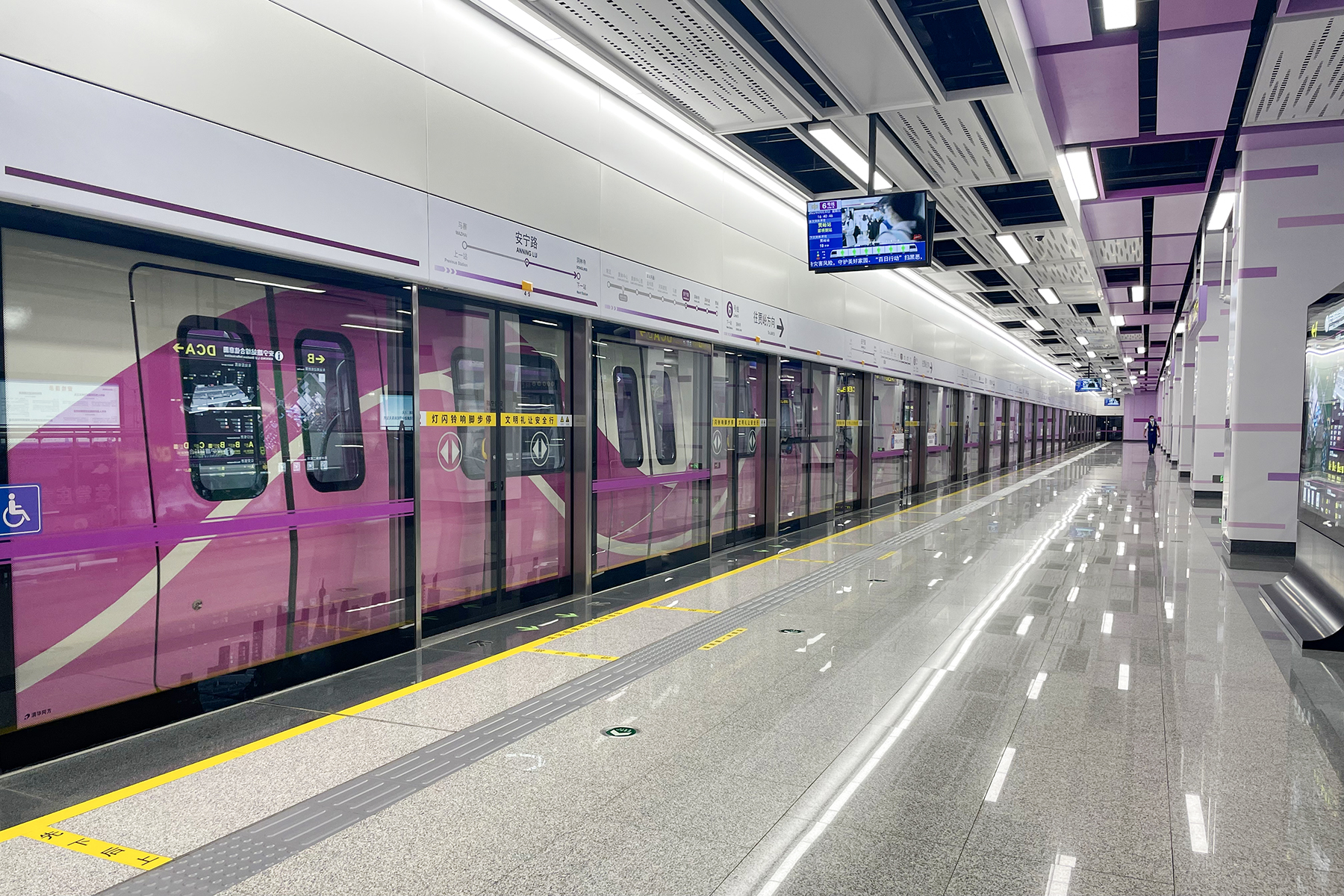
西侧站台
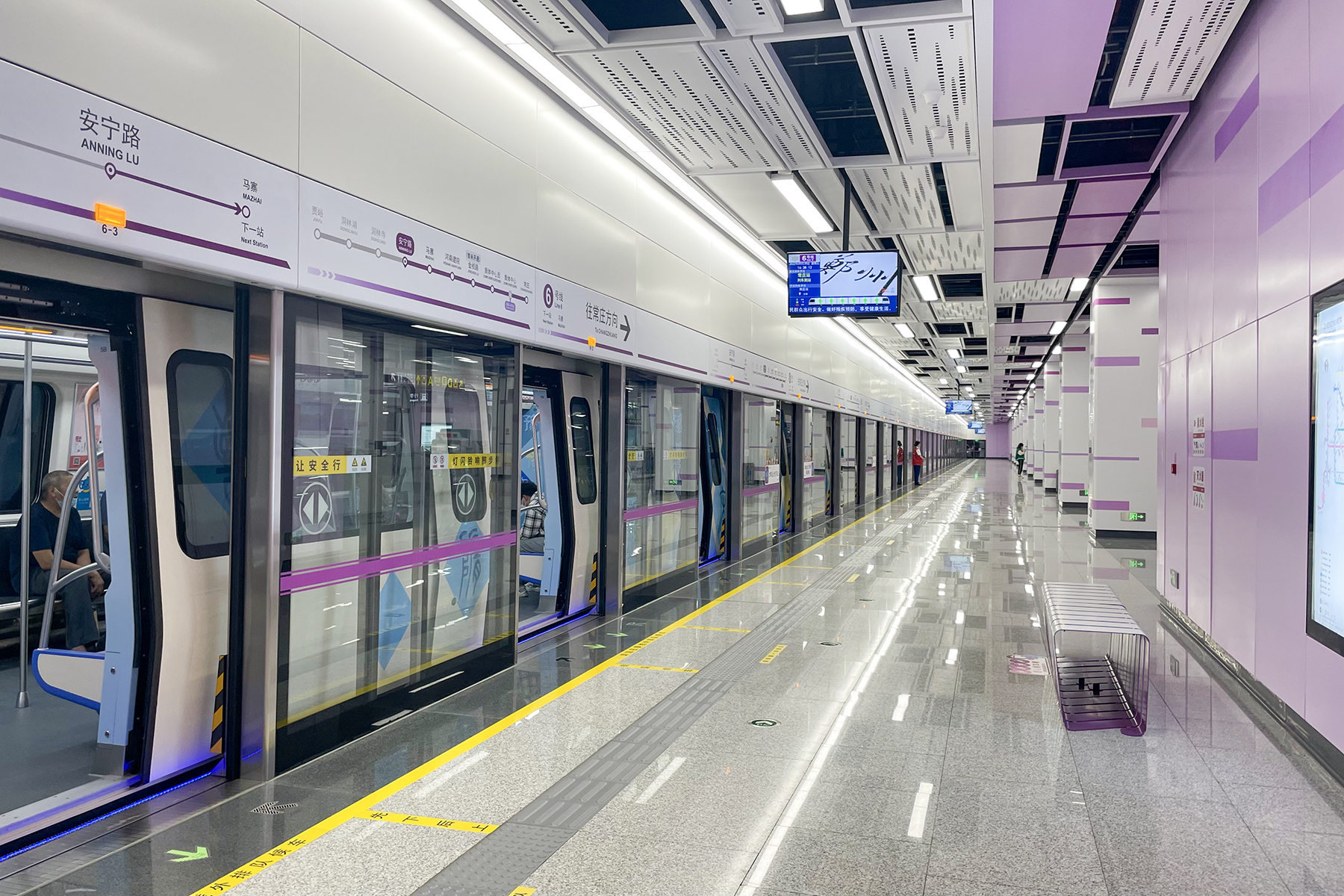
东侧站台

### 出入口
安宁路站设有A、B、C、D共4个出入口，其中A、D口连接地面和东侧站厅，B、C口连接地面和西侧站厅，B口在地面又分为B1口和B2口，B2口和D口设无障碍电梯。各出入口信息如下表。
|                                   | 明晖路（东）       | 郑州公交： \| 安宁路地铁站A口 \| 安宁路地铁站A口 \| 安宁路地铁站A口 \| 安宁路地铁站A口 \| 安宁路地铁站A口 \| \| 编号 \| 路线 \| 路线 \| 路线 \| 备注 \| \| --------------- \| ------------------ \| --------------- \| --------------- \| --------------- \| \| S317 \| 郑州新东方烹饪学校 \| ⇆ \| 安宁路地铁站A口 \| \| |                 |      |
|                                   | 明晖路（西）       | |                 |      |
|                                   | 明晖路（西）       | |                 |      |
|                                   | 明晖路（西）       | |                 |      |
|                                   | 明晖路（东）       | |                 |      |
| 注： 设有无障碍电梯 \| 设有卫生间 |                    | |                 |      |
| 安宁路地铁站A口                   |                    | |                 |      |
| 编号                              | 路线               | 路线 | 路线            | 备注 |
| S317                              | 郑州新东方烹饪学校 | ⇆ | 安宁路地铁站A口 |      |